# Веневисион
Веневисион (на испански: Venevisión) е венецуелска наземна телевизионна мрежа, собственост на Групо Сиснерос. Основан е на 1 март 1961 г. от Диего Сиснерос.
Веневисион е един от най-големите производители на теленовели заедно с Телевиса, ТВ Ацтека, Телемундо, ТВ Глобо, Каракол Телевисион, РЦН Телевисион, Ей Би Ес-Си Би Ен и Джи Ем Ей.

## Програмиране
Програмата му включва теленовели, сериали, новини, актуални събития, документални филми, токшоу, вариететни предавания, риалити шоута, спорт и специални събития. Всички негови програми също са достъпни за стрийминг на Веневисион Плей.